# Borgo metropolitano di Southwark
Il borgo metropolitano di Southwark fu un municipio inglese della vecchia contea di Londra esistito fra il 1900 e il 1965.

## Storia

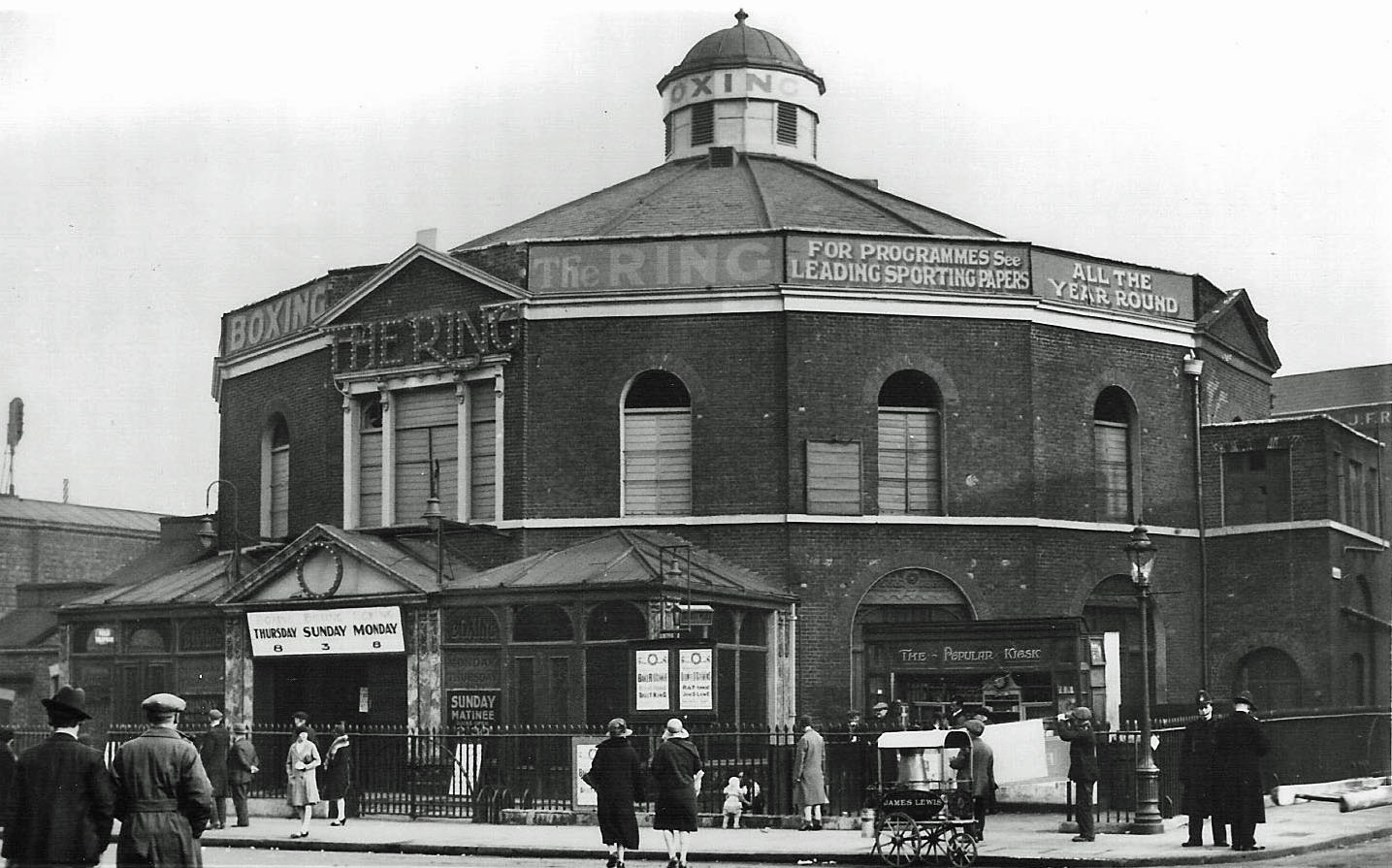
The Ring

Il municipio fu istituito fondendo tre diverse autorità locali e quattro parrocchie a Newington e nell'area occidentale di Southwark, e fu subito sottoposto all'autorità provinciale del Consiglio della contea di Londra. Esteso per 4 km², aveva una popolazione di 200.000 abitanti ad inizio Novecento e di 85.000 residenti nei primi anni sessanta.
Nel territorio municipale ricadevano alcuni luoghi di svago teatrale e sportivo, oltre alla cattedrale di Southwark. Nel 1965 il borgo si fuse con altre due municipalità andando a formare l'odierno borgo londinese di Southwark.